# 1974 في المغرب
تحتوي هذه المقالة على أهم الأحداث التي شهدتها المغرب في 1974، إضافة إلى أهم الشخصيات المغربية المولودة والمتوفية في هذه السنة.

## الحكم
- الملك – الحسن الثاني.
- رئيس الحكومة – أحمد عصمان.
- وزير الداخلية – محمد بنهيمة.

## الأحداث
نص الصفحة.

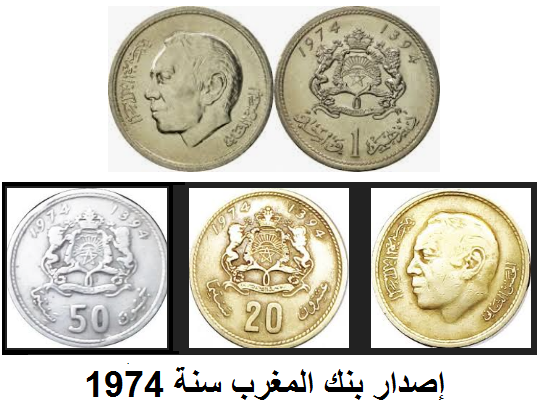
سنة 1974 اصدر بنك المغرب قطع نقدية جديدة

- من 26 وحتى 29 نوفمبر 1974 إحتضنت الرباط القمة العربية 1974 (الرباط).
- يناير 1974 : تشكيل إقليم فكيك من أجزاء من قصر السوق ووجدة.
- إسبانيا أقرت رسميا بتاريخ آب/أغسطس 1974 من داخل أسوار الأمم المتحدة بقرار يدعو إلى إجراء استفتاء على مستقبل الوضع في الصحراء الغربية.
- إعلان الجمعية العامة للأمم المتحدة عام 1974 بحق شعب الصحراء في تقرير المصير[2]
- أعلنت اسبانيا وبشكل أحادي في غشت من سنة 1974 عن قرارها بتنظيم استفتاء في الصحراء خلال النصف الأول من سنة 1975. وقد رد المغرب على هذه الخطوة بالرفض القاطع، تلاها إرسال الملك الحسن الثاني، لرسالة إلى الرئيس الإسباني، يؤكد له فيها قلق المغرب وعزمه على معارضة هذه الخطوة الانفرادية.[3]
- 18شتنبر 1974 تقدم المغرب بطلب استشاري إلى محكمة العدل الدولية بعد مطالبته للجمعية العامة بإيقاف كل عملية تتعلق بإجراء استفتاء في الصحراء الغربية إلى غاية معرفة رأي محكمة العدل الدولية في القضية. وتبعا لهذا الطلب أصدرت الجمعية العامة قرارها رقم 3292 بتاريخ 13ديسمبر 1974، طلبت فيه من محكمة العدل الدولية إصدار رأي استشاري حول الصحراء.[3]

## رياضة
- فاز نادي الرجاء الملالي – بالدوري المغربي لكرة القدم 1973–74.[4]
- فاز نادي نادي الرجاء الرياضي – بكأس العرش المغربي

## كـتب
- كتاب: تاريخ المغرب الكبير ـ محمد علي دبوز.
- كتاب: «الصهيونية والوعي البائس» ـ عبد الكبير الخطيبي.
- كتاب: «جرح الاسم الشائع» ـ عبد الكبير الخطيبي.

## أفـلام
- حرب البترول لن تقع (فيلم) ـ للمخرج سهيل بنبركة.
- أحداث بدون دلالة (فيلم) ـ للمخرج مصطفى الدرقاوي.

## مواليد
- عمر القزابري، مقرئ وإمام مسجد الحسن الثاني.[5]
- نورا الصقلي، ممثلة مغربية.[6]
- حسن عليوي، ممثل مغربي.
- رشيد بوزوغ، فنان تشكيلي مغربي معاصر.[7]
- هشام ناجح، قاص وروائي مغربي.[8]
- نعيمة البزاز، كاتبة هولندية من اصول مغربية.
- نهاد بنعكيدة، زجالـة مغربية.
- مصطفى بلعوني، فنان مغربي يجمع بين التشكيل والخط العربي والشعر.
- سلوى عزيز، عداءة مغربية.
- فاطمة بوهراكة، أديبة وشاعرة وباحثة مغربية.

## وفـيات
- علال الفاسي، (64سنة)، سياسي مغربي.[9]
- ابن تاويت الطنجي، اديب وباحث مغربي.[10]

## الـمراجع
1. ↑  البنك المركزي المغربي نسخة محفوظة 02 أبريل 2019 على موقع واي باك مشين.
2. ↑  "Question of Spanish Sahara". Refworld (بالإنجليزية). Archived from the original on 2024-08-11. Retrieved 2025-07-04.
3. 1 2  موقع الصحراء المغربية نسخة محفوظة 04 مارس 2016 على موقع واي باك مشين.
4. ↑  "Morocco - List of Champions". www.rsssf.org. مؤرشف من الأصل في 2025-06-01. اطلع عليه بتاريخ 2025-07-04.
5. ↑  "صفحة القارئ عمر القزابري". شبكة مزامير آل داوُد القرآنية (بar-AR). Archived from the original on 2025-04-21. Retrieved 2025-07-04.{{استشهاد بخبر}}:  صيانة الاستشهاد: لغة غير مدعومة (link)
6. ↑  wwwadmin (26 يونيو 2018). "نورا الصقلي Nora Skali". قصة حياة، السيرة الذاتية، معلومات، ويكيبيديا. مؤرشف من الأصل في 2025-04-25. اطلع عليه بتاريخ 2025-07-04.
7. ↑  "تعرفوا على الفنان المغربي المبدع ( رشيد بوزوغ – مواليد 25 ديسمبر 1974م بني ملال) هو فنان تشكيلي مغربي معاصر، من أم و أب مغربيين،كان والده يعمل في سلك الدرك الملكي، درس دراسته الابتدائية والإعدادية بكل من مدينة مراكش – مجلة فن التصوير". اطلع عليه بتاريخ 2025-07-04.
8. ↑  "هشام ناجح". جائزة كتارا للرواية العربية. مؤرشف من الأصل في 2023-12-05. اطلع عليه بتاريخ 2025-07-04.
9. ↑  AB. "نبدة مـوجزة عن حياته وفكر الزعيم علال الفاسي". مؤسسة الزعيم علال الفاسي. اطلع عليه بتاريخ 2025-07-04.
10. ↑  yassine (13 سبتمبر 2024). "العلامة محمد بن تاويت الطنجي .. رائد في إحياء التراث العربي والإسلامي". Hespress - هسبريس جريدة إلكترونية مغربية. مؤرشف من الأصل في 2024-09-30. اطلع عليه بتاريخ 2025-07-04.

## وصلات خارجية
- ا